# ГЕС Фермунт
ГЕС Фермунт (нім. Vermuntwerk) – гідроелектростанція на крайньому заході Австрії в провінції Форарльберг, споруджена у складі каскаду на річці Ілль (права притока Рейну), в якому знаходиться між ГЕС Оберфермунт І та Родунд І.
Використовує ресурси північного схилу хребта Зільвретта (Silvretta Alps), який дренується Іллєм. Забір води для роботи станції відбувається із водосховища Фермунтзеє, розташованого у верхній течії річки між озером Зільвретта (використовується ГЕС Оберфермунт І) та долиною Монтафон. Фермунтзеє створене за допомогою бетонної гравітаційної греблі висотою 53 та довжиною 386 метрів. Також існує допоміжна гребля довжиною 103 метри. Водосховище має площу поверхні 0,35 км2, об’єм 5,3 млн м3 та припустиме коливання рівня між позначками 1719 та 1743 метри над рівнем моря. 
Із Фермунтзеє по дериваційному тунелю, прокладеному через гірський масив лівобережжя Ілля, вода подається до машинного залу у згаданій вище долині поблизу Партенена, при цьому забезпечується напір у 714 метрів. Відпрацьована вода відводиться до нижнього балансуючого резервуару, з якого через дериваційний тунель може постачатись до групи електростанцій Родунд.
Спорудження станції розпочалось у 1925 році. Перші чотири турбіни типу Пелтон загальною потужністю 80 МВт ввели в експлуатацію у 1930-му, а в 1939-му їх доповнили п’ятою. На початку 1950-х років провели заміну всіх турбін, при цьому загальна потужність станції досягла 157 МВт.